# Cantó d'Orgon
El cantó de Orgon és un cantó francès del departament de les Boques del Roine, situat al districte d'Arle. Té 8 municipis i el cap és Orgon.

## Municipis
- Cabanas
- Aigalieras
- Molegés
- Orgon
- Lo Plan d'Orgon
- Sant Andiòu
- Senaç
- Verquiera

| Data d'elecció                           | Identitat     | Partit        | Qualitat |
| ---------------------------------------- | ------------- | ------------- | -------- |
| 1964-1976                                | René Fatigon  | CNI           |          |
| 1976-2001                                | Pierre Beynet | PS            |          |
| 2001-                                    | Maurice Brès  | Divers droite |          |
| les dades anteriors no són pas conegudes |               |               |          |